# Gezer (conseil régional)
Le conseil régional de Gezer est un conseil régional du district centre d'Israël. Il est situé dans la Shéphélah à côté des villes de Modiin-Maccabim-Reout, Rehovot et Ramleh. Il a obtenu son statut municipal en 1949.
Le conseil régional de Gezer doit son nom à la ville israélite de Gezer dont le tel se trouve sur son territoire. Il regroupe 25 localités, en majorité des moshavim et dispose de 9 écoles.

## Listes des communautés
Le conseil régional gère 5 kibboutzim, 15 moshavim et 5 implantations communautaires 
| Kibboutzim - Gezer (en) - Hulda - Na'an - Netzer Sereni (en) - Sha'alvim | Moshavim - Azaria (en) - Beit Uziel (en) - Ganei Yohanan (en) - Kfar Ben Nun - Kfar Bilu (en) - Kfar Shmuel (en) - Matzliah - Mishmar Ayalon (en) - Pedaya (en) - Petahya (en) - Ramot Meir (en) - Sitria (en) - Yad Rambam (en) - Yashresh (en) - Yatzitz (en) | Implantations communautaires - Beit Hashmonai (en) - Ganei Hadar (en) - Karmei Yosef (en) - Mishmar David (en) - Nof Ayalon (en) |

## Relations internationales

### Jumelage
Le conseil régional de Gezer est jumelée avec les villes suivantes :
- Leawood (Kansas), États-Unis
- Grimma, Allemagne